# رودیو درایو
رودیو درایو (به انگلیسی: Rodeo Drive) نام بلوار معروفی در شهر بورلی هیلز، کالیفرنیا است. از بلوار رودیو درایو به عنوان «شیک‌ترین» و «گران‌بهاترین» خیابان بورلی هیلز یاد می‌شود.
بوتیک بیژن پاکزاد، نخستین بوتیک در بلوار رودیو درایو بوده‌است. بوتیک‌های مجلل رودیو درایو، جولان‌گاه خریدهای هنگفت مشاهیر ثروتمند جهانند.

## نگارخانه

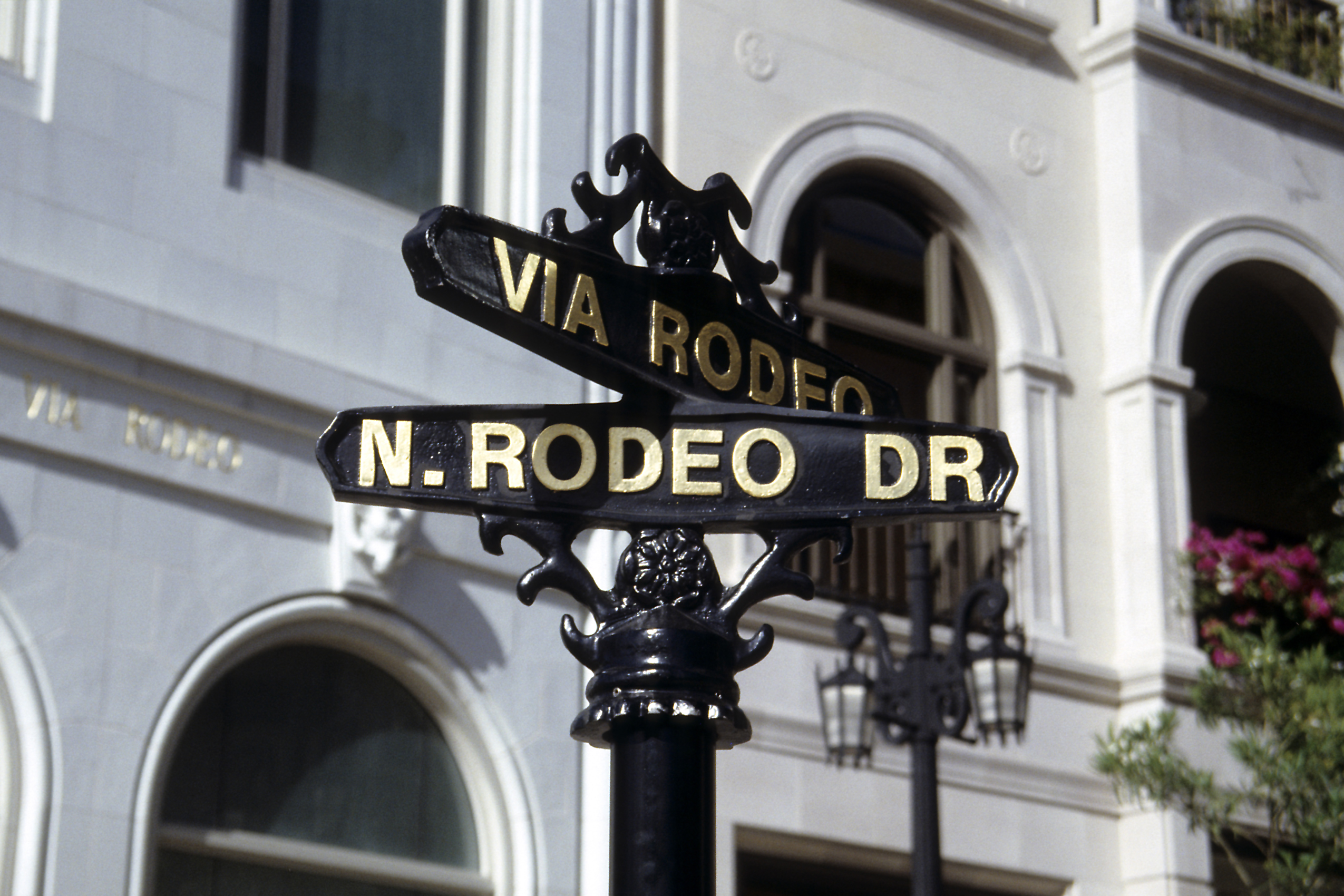
تابلوی خیابان رودیو درایو
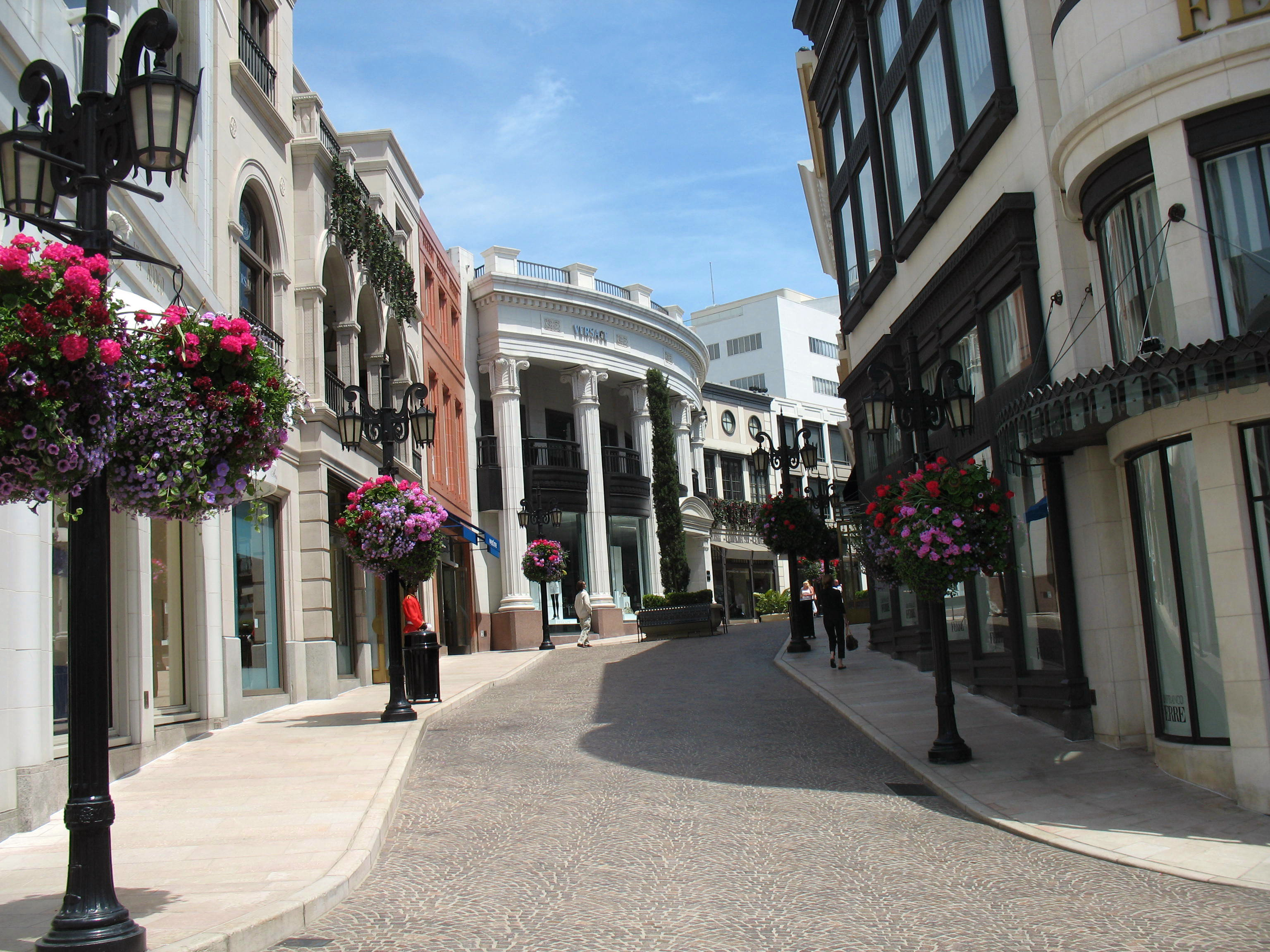
از مسیر رودیو در بورلی هیلز
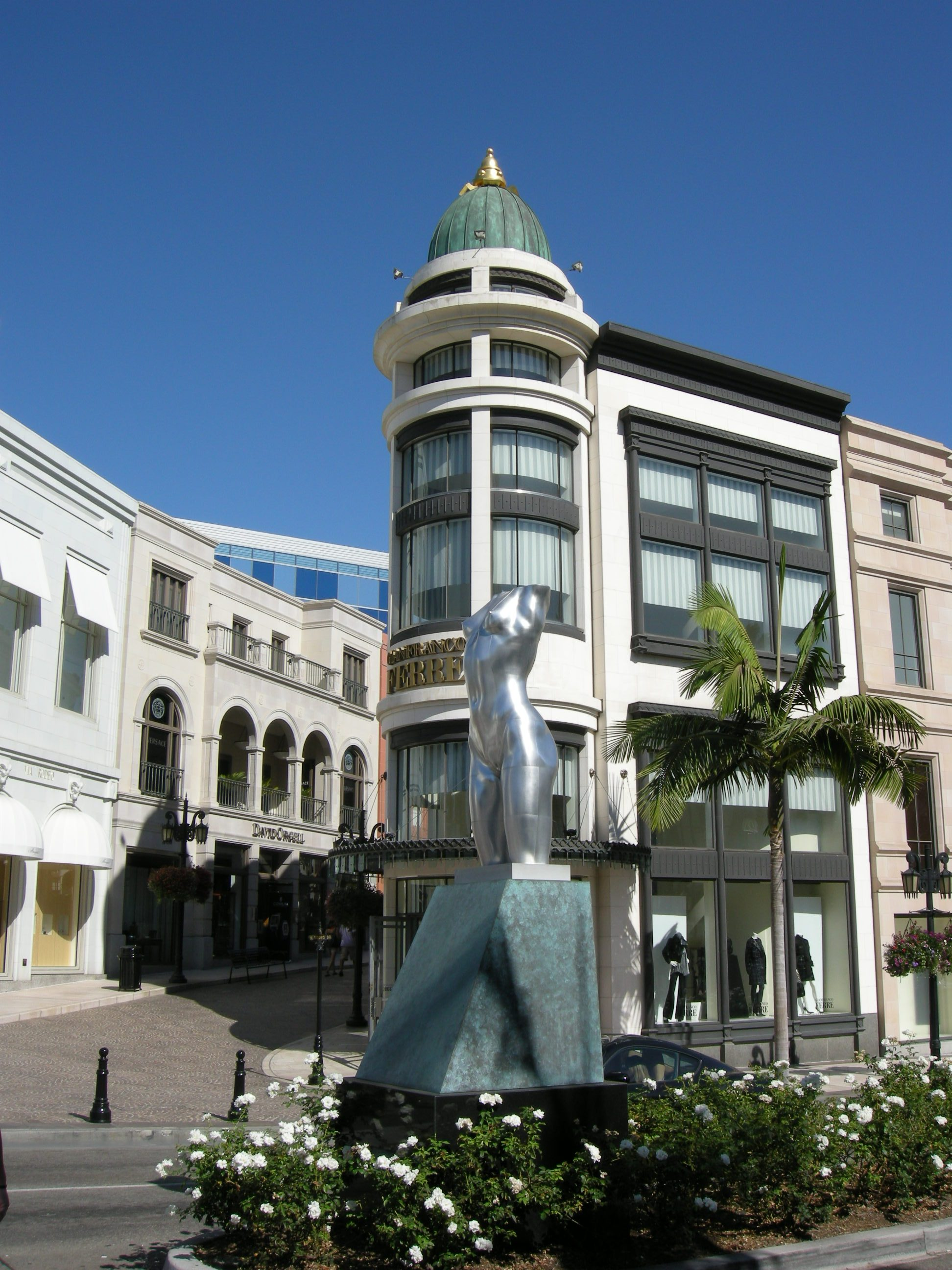
رودیو درایو
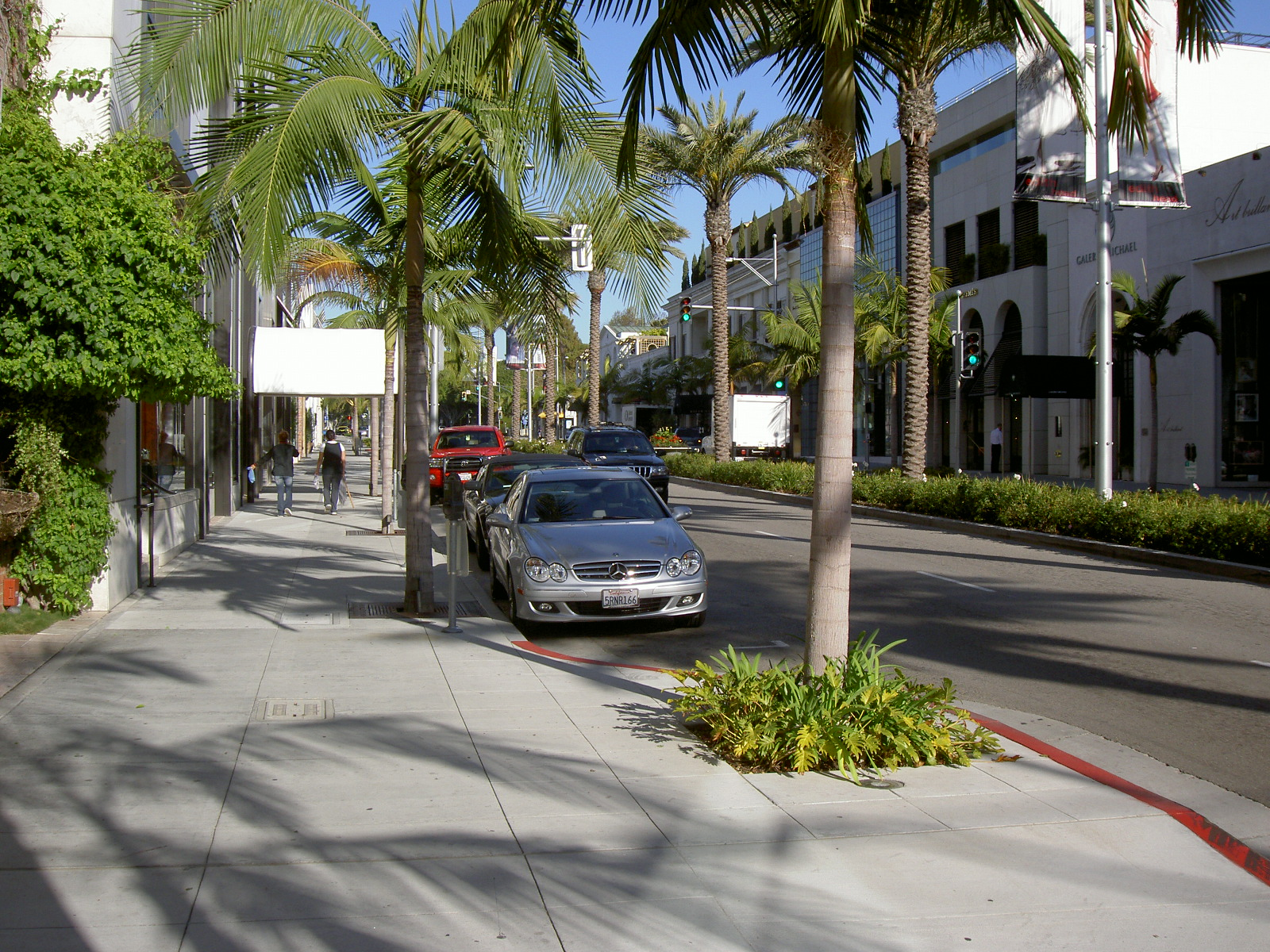
رودیو درایو در لس آنجلس